# Vier Teufelskerle
Vier Teufelskerle (Originaltitel: Campa carogna… la taglia cresce) ist ein Italowestern aus der Spätphase des Genres, den Giuseppe Rosati inszenierte. Die deutschsprachige Erstaufführung war am 18. April 1974.

## Handlung
Drei Nordstaatler kommen an den Ort eines Gemetzels. Der muslimische Kopfgeldjäger Corano schließt sich ihnen an – er dient als Regimentsscout des Fort Apache, wo tausend Dollar auf den Kopf des Mexikaners Ángel Sánchez ausgesetzt werden, der unter anderem eine Waffenlieferung geklaut und die Tochter eines Offiziers entführt hat. Auftraggeber hierfür war General Müller, der für die Österreicher arbeitet. Corano kann Sánchez gefangen nehmen, dem immer wieder die Flucht gelingt und der dann abermals geschnappt wird, bis er in die Obhut General Müllers kommt. Der kann dann auch Corano festsetzen, der von Chadwell und Kollegen befreit wird. Mit Hilfe der Truppen des Forts wird Müllers Treiben beendet; Corano kann nun über seine drei Mitbewerber um das Kopfgeld triumphieren.

## Kritik
Das Lexikon des internationalen Films urteilte hart, es sei ein „witz- und geistloser Italowestern“. Der Regisseur Rosati versehe „eine grundsätzlich lustige Geschichte mit derart zynischen Brechungen, daß einem Feinbein schon mal das Lachen im Halse steckenbleiben kann“, meint Christian Keßler und fasst zusammen: „Ein ruppiger Spaß mit einigen vergifteten Bonbons.“ Die italienischen Kollegen der Segnalazioni Cinematografiche bemängelten die „rüde Sprache sowie boccaccioneske Situationen“.

## Bemerkungen
Das Filmlied The Wind in My Face singt Hauptdarsteller Stephen Boyd.